# Sutrina garayi
Sutrina garayi là một loài thực vật có hoa trong họ Lan. Loài này được Senghas miêu tả khoa học đầu tiên năm 1993.